# 山本悠樹
山本 悠樹（やまもと ゆうき、1997年11月6日 - ）は、滋賀県野洲市出身のプロサッカー選手。Jリーグ・川崎フロンターレ所属。ポジションはミッドフィールダー（MF）。

## 来歴
野洲JFC、SAGAWA SHIGA FOOTBALL ACADEMY ジュニアユース、FC湖東を経て、草津東高校へ進学。高校年代屈指の司令塔として注目を集め、高校3年次にはセレッソ大阪の練習に参加したが、山口蛍らにレベルの差を見せつけられ、プロ入りを断念。関西学院大学へ進学し、大学では3年次の秋にトップ下からボランチへとコンバートされた。2019年6月、2020年からのガンバ大阪へ加入が内定。同年7月には、ユニバーシアード日本代表に選出されて、ユニバーシアードで金メダルを獲得した。同年9月、JFA・Jリーグ特別指定選手に認定され、G大阪に選手登録された。
2020年よりガンバ大阪に入団。2月16日、ルヴァンカップGL第1節の柏レイソル戦で途中出場から公式戦初出場を果たすと、7月4日の第2節セレッソ大阪戦で途中出場からJ1初出場を果たした。9月5日、第14節のベガルタ仙台戦でJ1初先発をすると、プロ入り初ゴールを決めて勝利に貢献した。その後、ガンバのレジェンドである遠藤保仁からポジションを確保した。
2023年から副キャプテンに就任。同年9月15日に結婚したことを発表。
2023年12月25日、2024シーズンから川崎フロンターレへ完全移籍加入することが発表された。背番号は｢77｣。理由は、元々ガンバ大阪で付けていた｢29｣にしようとしたが、移籍当初高井幸大が付けていたため（しかし、｢2｣に変更）、ラッキー7の意味を込め、｢77｣にした。翌年、ゼ・ヒカルドの移籍により空いた「6」に変更。

## 所属クラブ
- 野洲ジュニアフットボールクラブ（野洲市立野洲小学校）
- SAGAWA SHIGA FOOTBALL ACADEMY ジュニアユース
- フットボールクラブ湖東（野洲市立野洲中学校）
- 滋賀県立草津東高等学校
- 関西学院大学
  - 2019年9月 - 同年12月  ガンバ大阪（特別指定選手）
- 2020年 - 2023年  ガンバ大阪
- 2024年 -  川崎フロンターレ

## プライベート
滋賀県野洲市出身。幼少期は兄弟や友人とともに河川敷でサッカーに親しみ、練習帰りには小学校の壁を使って一人でキックやトラップの精度を磨くこともあった。
関西学院大学在学中は、部活動内で分析担当を務め、対戦相手の映像編集・分析・発表などを自身で行っていた。この経験を通じて「言葉で伝える力」を重視するようになったと述べている。
2023年9月15日、一般女性との結婚を発表。趣味はゴルフとショッピング。。好きな漫画は『呪術廻戦』と『HUNTER×HUNTER』、好きな音楽アーティストはaespaやback number。愛車はランドローバー・レンジローバーである。

## 個人成績
| 国内大会個人成績 | 国内大会個人成績 | 国内大会個人成績 | 国内大会個人成績 | 国内大会個人成績 | 国内大会個人成績 | 国内大会個人成績 | 国内大会個人成績 | 国内大会個人成績 | 国内大会個人成績 | 国内大会個人成績 | 国内大会個人成績 |
| 年度             | クラブ           | 背番号           | リーグ           | リーグ戦         | リーグ戦         | リーグ杯         | リーグ杯         | オープン杯       | オープン杯       | 期間通算         | 期間通算         |
| 年度             | クラブ           | 背番号           | リーグ           | 出場             | 得点             | 出場             | 得点             | 出場             | 得点             | 出場             | 得点             |
| 日本             | 日本             | 日本             | 日本             | リーグ戦         | リーグ戦         | リーグ杯         | リーグ杯         | 天皇杯           | 天皇杯           | 期間通算         | 期間通算         |
| ---------------- | ---------------- | ---------------- | ---------------- | ---------------- | ---------------- | ---------------- | ---------------- | ---------------- | ---------------- | ---------------- | ---------------- |
| 2016             | 関学大           | 29               | -                | -                | -                | -                | -                | 2                | 1                | 2                | 1                |
| 2018             | 関学大           | 29               | -                | -                | -                | -                | -                | 3                | 1                | 3                | 1                |
| 2019             | 関学大           | 29               | -                | -                | -                | -                | -                | 1                | 0                | 1                | 0                |
| 2020             | G大阪            | 29               | J1               | 27               | 2                | 3                | 0                | 2                | 0                | 32               | 2                |
| 2021             | G大阪            | 29               | J1               | 28               | 0                | 2                | 0                | 2                | 0                | 32               | 0                |
| 2022             | G大阪            | 29               | J1               | 16               | 1                | 4                | 1                | 0                | 0                | 20               | 2                |
| 2023             | G大阪            | 29               | J1               | 26               | 0                | 6                | 0                | 1                | 0                | 33               | 0                |
| 2024             | 川崎             | 77               | J1               | 20               | 1                | 4                | 0                | 2                | 0                | 26               | 1                |
| 2025             | 川崎             | 6                | J1               |                  |                  |                  |                  |                  |                  |                  |                  |
| 通算             | 日本             | 日本             | J1               | 117              | 4                | 19               | 1                | 7                | 0                | 143              | 5                |
| 通算             | 日本             | 日本             | 他               | -                | -                | -                | -                | 6                | 2                | 6                | 2                |
| 総通算           | 総通算           | 総通算           | 総通算           | 117              | 4                | 19               | 1                | 13               | 2                | 149              | 7                |

- 2019年 特別指定選手としての公式戦出場は無し

その他の公式戦
| 2020   | G大23  | 29     | J3     | 2 | 0 | 2 | 0 |
| 通算   | 日本   | 日本   | J3     | 2 | 0 | 2 | 0 |
| 総通算 | 総通算 | 総通算 | 総通算 | 2 | 0 | 2 | 0 |

- 2021年
  - FUJI XEROX SUPER CUP 1試合0得点
- 2024年
  - FIJIFILM SUPER CUP 1試合0得点

| 国際大会個人成績 | 国際大会個人成績 | 国際大会個人成績 | 国際大会個人成績 | 国際大会個人成績 |
| 年度             | クラブ           | 背番号           | 出場             | 得点             |
| AFC              | AFC              | AFC              | ACL              | ACL              |
| ---------------- | ---------------- | ---------------- | ---------------- | ---------------- |
| 2021             | G大阪            | 29               | 3                | 0                |
| 2023/24          | 川崎             | 77               | 2                | 0                |
| 2024/25/E        | 川崎             | 77               | 11               | 1                |
| 通算             | AFC              | AFC              | 16               | 1                |

- 公式戦初出場 - 2020年2月16日 ルヴァンカップ予選リーグ第1節 vs柏レイソル（パナソニックスタジアム吹田）
- Jリーグ初出場 - 2020年7月4日 J1第2節 vsセレッソ大阪（パナソニックスタジアム吹田）
- Jリーグ初得点 - 2020年9月5日 J1第14節 vsベガルタ仙台（ユアテックスタジアム仙台）

## 代表歴
- ユニバーシアード日本代表
  - 2019年 夏季ユニバーシアード（英語版）

## タイトル

### クラブ
関西学院大学
- 兵庫県サッカー選手権大会：3回（2016年、2018年、2019年）

川崎フロンターレ
- FUJIFILM SUPER CUP：1回（2024年）

### 代表
ユニバーシアード日本代表
- 夏季ユニバーシアード：1回（2019年（英語版））